# Litteraturåret 1968

## Händelser
- Europas första Tolkiensällskap, The Tolkien Society of Sweden bildades i Göteborg.
- Artur Lundkvist blir invald i Svenska Akademien.

## Priser och utmärkelser
- Nobelpriset – Yasunari Kawabata, Japan[1]
- ABF:s litteratur- & konststipendium – Macke Nilsson och Yngve Tidman
- Aftonbladets litteraturpris – Bengt Bratt
- Astrid Lindgren-priset – Ann Mari Falk
- Bellmanpriset – Lars Forssell
- BMF-plaketten – Lars Widding för På ryttmästarns tid
- Carl Emil Englund-priset – Sten Hagliden för Livsgeråd
- De Nios Stora Pris – Ivan Oljelund och Elsa Grave
- Doblougska priset – Jan Fridegård, Sverige och Rolf Jacobsen, Norge
- Eckersteinska litteraturpriset – Ove Allansson
- Elsa Thulins översättarpris – C.G. Bjurström
- Landsbygdens författarstipendium – Helmer Grundström och Nils Parling
- Litteraturfrämjandets stora pris – Sivar Arnér och Sara Lidman
- Litteraturfrämjandets stora romanpris – Per Olof Sundman
- Letterstedtska priset för översättningar – Gerhard Bendz för Latinska sentenser och citat
- Nils Holgersson-plaketten – Max Lundgren
- Nordiska rådets litteraturpris – Per Olof Sundman, Sverige för romanen Ingenjör Andrées luftfärd
- Prix Femina – Marguerite Yourcenar
- Schückska priset – Gunnar Axberger
- Signe Ekblad-Eldhs pris – Werner Aspenström
- Stig Carlson-priset – Elisabet Hermodsson
- Svenska Akademiens tolkningspris – Zygmunt Lanowski
- Svenska Akademiens översättarpris – Tord Bæckström
- Svenska Dagbladets litteraturpris – Stig Claesson för Vem älskar Yngve Frej?
- Sveriges Radios Lyrikpris – Göran Sonnevi
- Tidningen Vi:s litteraturpris – Stig Claesson och P.C. Jersild
- Östersunds-Postens litteraturpris – Birger Norman
- Övralidspriset – Erik Hjalmar Linder

## Nya böcker

### 0 – 9
- 2001 – En rymdodyssé av Arthur C. Clarke

### A – G
- Ansikte av sten av Jan Myrdal och Gun Kessle
- Berättelser ur min levnad av Vilhelm Moberg
- Brev 1896–1916 av Vilhelm Ekelund
- Camp Concentration av Thomas M. Disch
- Confessions of a Disloyal European av Jan Myrdal
- De rödas uppror av Harry Kullman[2]
- Den skrattande polisen av Maj Sjöwall och Per Wahlöö[2]
- Den svenske cyklistens sång av Gunnar Harding
- Diarium spirituale av Lars Gyllensten
- Dikter av Elsa Grave
- Dikter av Sandro Key-Åberg
- En stordikt till dej av Sandro Key-Åberg[2]
- Enderby Outside av Anthony Burgess
- Ett sting i tummen av Agatha Christie
- Favel ensam av Eyvind Johnson
- Fysiklärarens sorgsna ögon av Per Gunnar Evander
- Grisjakten av P.C. Jersild
- Gruva av Sara Lidman (rapportbok) med foto av Odd Uhrbom[3]

### H – N
- Hallonflickan av Jan Fridegård
- Härliga tid som randas av Sandro Key-Åberg
- I tidernas gryning av René Barjavel
- Karlsson på taket smyger igen av Astrid Lindgren[4]
- Keiner weiβ mehr av Rolf Dieter Brinkmann
- Legionärerna av P.O. Enquist
- Martyrerna av Ivar Lo-Johansson
- Matti bor i Finland av Astrid Lindgren[5]
- Nattpappan av Maria Gripe

### O – U
- Ordgränser av Birgitta Trotzig
- Passionerna av Ivar Lo-Johansson
- Pellepennan och Suddagumman av Gunnel Linde
- Place de l'Étoile av Patrick Modiano
- Pjäser för barn och ungdom, andra samlingen av Astrid Lindgren[6]
- Press av Bosse Gustafson
- Själavård vid Jökeln av Halldór Laxness
- Skriftställning av Jan Myrdal
- Släpp björnarna loss av John Irving
- Snapphanens liv och död av Artur Lundkvist
- Sommar av Werner Aspenström
- Stad i världen av Per Anders Fogelström
- Statsrådet och döden av Bo Balderson[2]
- Säg mig den lycka av Martin Perne
- Ture Sventon i varuhuset av Åke Holmberg[2]
- USA eller berättelsen om den väldoftande skunken av Bosse Gustafson

### V – Ö
- Vattenslottet av Per Wästberg[2]
- Vem älskar Yngve Frej av Stig Claesson
- Överste Sun av Kingsley Amis

## Födda
- 21 februari – Gabriella Håkansson, svensk författare och litteraturkritiker.
- 23 februari – Sonya Hartnett, australisk författare.
- 15 april – Mons Kallentoft, svensk journalist och författare.
- 19 maj – Lena Ollmark, svensk författare och manusförfattare.
- 20 maj – Åsa Linderborg, svensk historiker, författare och kulturskribent.
- 31 maj – John Connolly, irländsk författare och journalist.
- 10 juni – Fredrik Nyberg, svensk författare.
- 17 september – Kristina Appelqvist, svensk deckarförfattare.
- 14 oktober – Gustave Lund, svensk kompositör, musiker, författare och skådespelare.
- 2 december – John Ajvide Lindqvist, svensk författare.

## Avlidna
- 3 januari – Adolf Hallman, 74, svensk journalist, författare, illustratör och konstnär.
- 16 mars – Gunnar Ekelöf, 60, svensk författare, ledamot av Svenska Akademien.
- 16 april – Edna Ferber, 82, amerikansk journalist, romanförfattare och dramatiker.
- 25 april – Donald Davidson, 74, amerikansk poet, essäist och litteraturkritiker.
- 31 maj – Erik Lindegren, 57, svensk författare, ledamot av Svenska Akademien.
- 1 juni – Helen Keller, 87, amerikansk författare, aktivist och föreläsare.
- 14 juni – Salvatore Quasimodo, 66, italiensk författare och översättare, nobelpristagare 1959.
- 21 juni – W.E. Johns, 75, brittisk författare av ungdomsböcker.
- 15 augusti – Willy Walfridsson, 64, svensk författare.
- 16 augusti – Helge Åkerhielm, 57, svensk författare och översättare.
- 8 september – Jan Fridegård, 71, svensk författare.
- 25 november – Upton Sinclair, 90, amerikansk författare.
- 28 november – Enid Blyton, 71, brittisk författare av barn- och ungdomsböcker.
- 9 december – Irja Browallius, 67, svensk författare och lärare.
- 10 december – Thomas Merton, 53, amerikansk trappistmunk och författare.
- 20 december – John Steinbeck, 66, amerikansk författare, nobelpristagare 1962.

### Fotnoter
1. ↑  ”Nobelpriset i litteratur”. https://www.nobelprize.org/prizes/lists/all-nobel-prizes-in-literature/. Läst 20 mars 2011.
2. 1 2 3 4 5 6  Gradvall, Nordström, Nordström, Rabe, Jan, Björn, Ulf, Anina. Tusen svenska klassiker. Norstedts Förlagsgrup. Läst 12
3. ↑  Sverige 1900-talet – Arbetets ansikten i litteraturen, NE, Bra Böcker, 2000
4. ↑  ”Astrid Lindgren”. http://www.astridlindgren.se/verken/bocker/textbocker?page=1. Läst 21 mars 2011.
5. ↑  ”Astrid Lindgren”. http://www.astridlindgren.se/verken/bocker/bilderbocker. Läst 21 mars 2011.
6. ↑  ”Astrid Lindgren”. http://www.astridlindgren.se/verken/bocker/pjaser. Läst 21 mars 2011.